# Launcelot John Goody
Launcelot John Goody (Londra, 5 giugno 1908 – Perth, 13 maggio 1992) è stato un arcivescovo cattolico britannico naturalizzato australiano.

## Biografia
Launcelot John Goody nacque il 5 giugno 1908 a Londra in una famiglia appartenente alla Chiesa anglicana.
All'età di otto anni emigrò insieme alla sua famiglia in Australia. Poco tempo prima di partire si convertirono al cattolicesimo.
Maturata la vocazione religiosa, fu inviato a Roma per studiare in preparazione al sacerdozio nel 1924.
Fu ordinato presbitero a Roma il 20 dicembre 1930 dall'arcivescovo Giuseppe Palica. Dopo l'ordinazione sacerdotale tornò in Australia incardinandosi nell'arcidiocesi di Perth.

### Ministero episcopale
Il 2 agosto 1951 papa Pio XII lo nominò vescovo ausiliare di Perth assegnandogli la sede titolare di Abido. Ricevette l'ordinazione episcopale il 1º novembre seguente per imposizione delle mani del vescovo Alfred Joseph Gummer.
Tre anni dopo, papa Pio XII eresse la nuova diocesi di Bunbury con la bolla Benigna illa il 12 novembre 1954, nominandolo primo vescovo. Fu padre conciliare durante il Concilio Vaticano II, partecipando a tutte le quattro sessioni.
Dopo aver governato la diocesi per 15 anni, il 18 ottobre 1968 papa Paolo VI lo nominò arcivescovo di Perth.
Resse l'arcidiocesi per 15 anni ritirandosi il 26 ottobre 1983 per raggiunti limiti d'età.
Morì a Perth il 13 maggio 1992, meno di un mese prima di compiere 84 anni.

## Genealogia episcopale e successione apostolica
La genealogia episcopale è:
- Cardinale Scipione Rebiba
- Cardinale Giulio Antonio Santori
- Cardinale Girolamo Bernerio, O.P.
- Arcivescovo Galeazzo Sanvitale
- Cardinale Ludovico Ludovisi
- Cardinale Luigi Caetani
- Cardinale Ulderico Carpegna
- Cardinale Paluzzo Paluzzi Altieri degli Albertoni
- Papa Benedetto XIII
- Papa Benedetto XIV
- Papa Clemente XIII
- Cardinale Marcantonio Colonna
- Cardinale Giacinto Sigismondo Gerdil, B.
- Cardinale Giulio Maria della Somaglia
- Cardinale Carlo Odescalchi, S.I.
- Cardinale Costantino Patrizi Naro
- Cardinale Serafino Vannutelli
- Cardinale Domenico Serafini, O.S.B.
- Cardinale Pietro Fumasoni Biondi
- Arcivescovo Filippo Bernardini
- Cardinale Norman Gilroy
- Vescovo Alfred Joseph Gummer
- Arcivescovo Launcelot John Goody

La successione apostolica è:
- Vescovo Myles McKeon (1962)
- Vescovo Peter Quinn (1969)
- Vescovo Robert Healy (1975)